# Senanga
Senanga es una ciudad situada en la provincia Occidental, Zambia. Se encuentra  a orillas del río Zambeze, en el extremo sur de la llanura de Barotse. Tiene una población de 14.102 habitantes, según el censo de 2010.
Además del río y el terreno inundable con su vida silvestre y oportunidades de pesca, Senanga se encuentra a 120  km del Parque nacional Sioma Ngwezi  y aproximadamente 80  km  de las cataratas Ngonye. Tiene un hotel y sirve como base para excursiones de pesca en barco.